# Krakowski Park Technologiczny

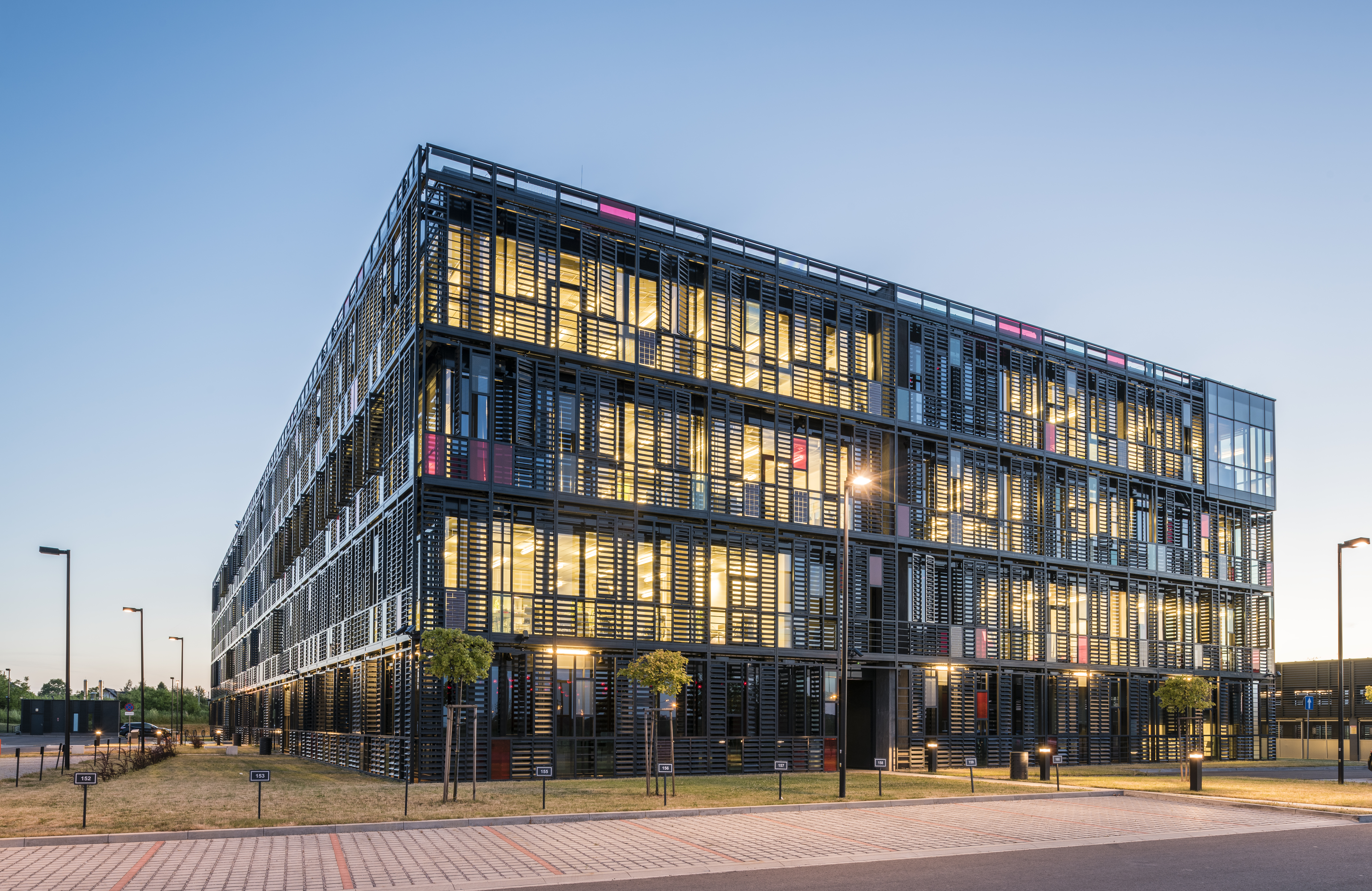
Siedziba Krakowskiego Parku Technologicznego przy ul. Podole 60 w Krakowie

Krakowski Park Technologiczny sp. z o.o. (KPT) – wyspecjalizowana instytucja otoczenia biznesu działająca od 1997 roku i zarządzająca krakowską specjalną strefą ekonomiczną i parkiem technologicznym. Inicjatorami powstania spółki oraz jej udziałowcami są: Skarb Państwa, województwo małopolskie (od 1999 roku), Akademia Górniczo-Hutnicza w Krakowie, Politechnika Krakowska, Uniwersytet Jagielloński, Gmina Kraków, a także ArcelorMittal Poland.
Spółka oprócz zarządzania krakowską specjalną strefą ekonomiczną i parkiem technologicznym oferuje usługi dla firm na różnych etapach rozwoju oraz dla innych środowisk zainteresowanych rozwojem technologicznym. Misją Krakowskiego Parku Technologicznego jest wspieranie rozwoju nowoczesnej gospodarki Małopolski i pobudzanie innowacyjności w regionie. Celem jego działania jest tworzenie narzędzi wspierających rozwój firm i aktywne reagowanie na potrzeby biznesu. Z usług KPT rocznie korzysta ponad 1500 przedsiębiorstw. Wśród jego obecnych i byłych klientów znajdują się zarówno przedsiębiorstwa działające w sektorze tradycyjnego przemysłu (Valeo, Nidec, Woodward, Mabuchi i inne), jak i firmy związane z innowacjami technologicznymi w różnych branżach (Comarch, CD Projekt Red, Synerise, Revolut, Visiona i inne).

## Akredytacje
Krakowski Park Technologiczny jest zrzeszony w międzynarodowych organizacjach zajmujących się innowacjami w gospodarce: EBN, IASP (International Association of Science Parks and Areas of Innovation), ENOLL (European Network of LivingLabs). Na poziomie krajowym spółka jest członkiem SOOIPP (Stowarzyszenia Organizatorów Ośrodków Innowacji i Przedsiębiorczości w Polsce) oraz Izby Przemysłowo-Handlowej w Krakowie.

## Oferta

### Krakowska specjalna strefa ekonomiczna (SSE)
Specjalna strefa ekonomiczna Krakowskiego Parku Technologicznego obejmuje tereny położone w województwach: małopolskim, podkarpackim oraz świętokrzyskim. Jest ona przeznaczona zarówno dla firm z sektora tradycyjnego przemysłu (z wyjątkiem przedsiębiorstw produkujących wyroby koncesjonowane przez państwo, jak alkohol, wyroby tytoniowe, stal), jak z sektora infotechnologii (IT), badań i wdrożeń, oraz nowoczesnych usług. Uzyskanie zezwolenia na działalność w strefie jest niezależne od wielkości firmy i kraju jej pochodzenia. Małe i średnie przedsiębiorstwa uzyskują wyższy limit pomocy publicznej.

#### Zakres usług dla inwestorów w SSE
- Tereny pod inwestycje (głównie typu greenfield)
- Zwolnienia z podatku dochodowego CIT lub PIT
- Prawna i administracyjna obsługa (biuro typu one-stop-shop w ramach Centrum Business in Małopolska)
- Powierzchnie biurowe do wynajęcia
- Pośrednictwo w sprzedaży nieruchomości

### Park technologiczny
Park technologiczny KPT. rozwija ofertę dla firm związanych z nowymi technologiami, w szczególności z branży teleinformatycznej (ang. ICT), w tym:
- Usługi (doradztwo, szkolenia, finansowanie)
- Infrastruktura (biura, przestrzeń do kolaboracji, sale konferencyjne, laboratoria)
- Organizacja wydarzeń i tworzenie okoliczności sprzyjających nawiązywaniu kontaktów (maratony projektowania, konferencje, warsztaty, misje gospodarcze)
- Raporty branżowe i usługi badawcze

### Usługi dla nowo powstających przedsiębiorstw
Krakowski Park Technologiczny rozwija usługi dla rozpoczynających działalność spółek w branżach związanych z nowymi technologiami (startupów). Zakres usług obejmuje:
- inkubatory technologiczne
- programy akceleracyjne
- warsztaty, szkolenia, doradztwo
- finansowanie na różnych etapach rozwoju
- wynajem powierzchni biurowej oraz inne usługi objęte pomocą de minimis

### Usługi dla firm z branży gier
- Digital Dragons – konferencja dla firm z branży tworzenia gier komputerowych
- Digital Dragons Academy – szkolenia dla pracowników branży tworzenia gier komputerowych
- Badania „Kondycja Polskiej Branży Gier”
- Pakiet innych usług

### Laboratoria i sprzęt
- Centrum danych z usługami przetwarzania chmurowego
- LivingLab – badania produktów i poprawianie użyteczności (ang. UX)
- Multilab – studio postprodukcji filmowej
- Wypożyczalnia sprzętu elektronicznego

## Położenie
Siedziba Krakowskiego Parku Technologicznego mieści się w budynku przy ul. Podole 60 na obszarze Ruczaju, wchodzącym w skład dzielnicy Dębniki w Krakowie. Budynek został uruchomiony w 2015 roku. W 2016 otrzymał on nagrodę w konkursie „Kraków mój dom” organizowanym przez Dziennik Polski w kategorii budynki komercyjne. Kapituła zauważyła ciekawe rozwiązania architektoniczne i doceniła aranżację wspólnej przestrzeni przeznaczonej dla lokatorów Krakowskiego Parku Technologicznego.
Krakowska specjalna strefa ekonomiczna składa się z 36 podstref znajdujących się na terenie 35 gmin i obecnie obejmuje obszar ponad 949 hektarów. W ofercie znajdują się także powierzchnie biurowe na terenie Krakowa, w tym m.in.: centrum biznesowe Czyżyny, centrum biznesowe Pychowice oraz Eximius Park w Zabierzowie.